# Agrypon confusum
Agrypon confusum är en stekelart som beskrevs av Förster 1860. Agrypon confusum ingår i släktet Agrypon och familjen brokparasitsteklar. Inga underarter finns listade i Catalogue of Life.